# Enrique II de Austria
Enrique II de Austria (Heinrich) II, (1107-13 de enero de 1177), conde palatino del Rin, 1140-1141, margrave de Austria desde 1141 hasta 1156 y, como Enrique (Henrich) XI, también duque de Baviera desde 1141 hasta 1156, duque de Austria, 1156-1177, fue un príncipe de la dinastía Babenberg.
Como hijo del Margrave Leopoldo III, fue conde Palatino del Rin llegó a ser Duque de Baviera y Margrave de Austria cuando su hermano Leopoldo IV murió.
En 1143, se casó con Gertrudis de Súpplingenburg (1115-1143), hija del emperador Lotario II. En 1148 se casó con Teodora Comnena (¿-1184), la bella hija del emperador Bizantino Manuel I. Ambas uniones eran de fuerte importancia para la casa Babenberg en ese periodo.
Cuando Federico I Barbarroja fue elegido rey de Alemania en 1152, trató de alcanzar un compromiso don los güelfos, y enfeudó a Enrique el León con el ducado de Baviera en 1156, antes en poder de los Babenberg. Como compensación a estos, emitió el Privilegium Minus, por el que elevaba el Margraviato de Austria a ducado, con completa independencia de Baviera.
Le sucedió su hijo Leopoldo V (1157-1194) como duque de Austria.